# Protomedicato
El Real Tribunal del Proto Medicato fue un cuerpo técnico encargado de vigilar el ejercicio de las profesiones sanitarias (médicos, cirujanos y farmacéuticos), así como de ejercer una función docente y atender a la formación de estos profesionales. Creado en España en el siglo XV; en el siglo XVI se extendió a los virreinatos americanos, fundándose los protomedicatos de México y del Perú, y en el siglo XVIII el Protomedicato del Río de la Plata. La institución fue suprimida a principios del siglo XIX.

## Razón histórica
La unión de las Coronas de Castilla y de Aragón, y el ascenso al trono de los monarcas Isabel y Fernando, comportó no solo cambios en las políticas interiores y exteriores del reino católico, es decir, en la nueva distribución del territorio, sino además supuso una paulatina modificación en las formas de administrar este. Fruto de esas revisiones, de la puesta en común de las instituciones procedentes de Castilla y de Aragón, y del fuerte deseo de los monarcas de centralizar el poder, surge el "Tribunal del Real Protomedicato". 
Esta institución será la clave para controlar el ejercicio de la Medicina y, por extensión, el sistema sanitario de la nación.

## Orígenes
Afirma Eugenio Muñoz que el protomedicato se remonta a los tiempos de los Romanos cuando los emperadores de oriente, Honorio y Teodosiano elevaron la dignidad de los protomédicos comparándola con la de los duques, con la de los condes y con la de los vicarios generales de los ejércitos.
Los protomédicos eran elegidos mediante un examen de suficiencia que les practicaban los mismos Archiatros o protomédicos, este examen era un requisito indispensable sin el cual el aspirante no era habilitado para el ejercicio médico, y en esto no podía intervenir ni el Senado ni el Pretor. De esta manera la autorización para el ejercicio médico dependía única y exclusivamente de los archiatros o protomédicos, quienes además estaban facultados para proceder contra todos aquellos que ejercían sin haber antes presentado el examen para ellos establecido .

## Estructura y jurisdicción
El comienzo de la etapa de institucionalización del Tribunal es la Real Cédula del 30 de marzo de 1477, que acomete la reforma de las competencias de los Alcaldes y Examinadores Mayores, así como su jerarquización. El final de la etapa llega en 1588, terminando la reforma del Protomedicato, bajo el mandato de Felipe II. Es a partir de esta fecha cuando la institución queda consolidada, siendo ya un órgano colegiado, en el que existe una ordenación y jerarquización, y en el que Alcaldes y Examinadores Mayores dejan de tener otorgadas individualmente las competencias. Será así, y hasta el siglo XIX, el encargado de velar por el correcto funcionamiento de la asistencia sanitaria del país. El Protomedicato no será una institución exclusiva del territorio peninsular, también estará presente en las colonias americanas del Imperio Español, desde el siglo XVI en México y Perú, y desde el siglo XVIII con el Protomedicato del Río de la Plata.
La idea de la Corona era la de fiscalizar el quehacer de médicos, cirujanos y boticarios, entre otros. Así, las Ordenanzas de 1477 otorgan potestad sobre ellos, diciendo: «Y mandamos y damos autoridad y licencia a los dichos nuestros Alcaldes y Examinadores Mayores, para que conozcan de los crímenes, y excesos y delitos de los tales Físicos y Cirujanos, y Ensalmadores y Boticarios, y Especieros, y las otras qualesquier personas que en todo, o en parte, usaren oficios a estos anexos o conexos». Y es precisamente esta última referencia la que hace que el Tribunal entienda en lo que se refiere a oficios como el de partera, barbero, flebotomiano, algebristas o hernistas, siendo estos otros menores en comparación con los oficios especificados en ley.
Esta jurisdicción es tanto civil como criminal, siendo el Tribunal de primera y única instancia. Ante una sentencia no cabe apelación, tan solo el recurso de alzada ante el mismo Alcalde y Examinador Mayor. Solo según se avanza en el ordenamiento jurídico del Protomedicato, los asuntos relativos a los judeoconversos y “limpieza de sangre” podrán ser recurridos, en amparo, al Consejo de Castilla. En estos casos, en los que la autenticidad religiosa del examinado quedaba en entredicho, el Tribunal era a menudo receloso en conceder la licencia. 
La Real Cédula de 1477 nombraba cuatro Alcaldes y Examinadores Mayores, reafirmando a los anteriores físicos reales en sus cargos, ampliándose a cinco dos años después. En el cumplimiento de sus deberes, los Alcaldes y Examinadores Mayores podían nombrar delegados, así como otros cargos de notable importancia, como el Promotor fiscal, al que se le podían presentar las denuncias, o el Portero, que hacía las veces de agente judicial, de secretario y de policía.

## Funciones
De su competencia era la vigilancia de las actividades profesionales, observando y castigando los casos de mala praxis o excesos cometidos por personal sanitario, el control de la farmacia, como en el caso de "Diego Flores", encargado de comprobar el uso y venta de falsos medicamentos, el examinar a los aspirantes a oficios sanitarios y el otorgar licencias (licentia operandi) a la par que investigaba las tan comunes denuncias por intrusismo. Precisamente sobre el intrusismo profesional tenemos constancia de la llamativa historia del "maestro Pedro", un hernista de Sevilla, que tras haber cobrado setecientos maravedíes y veinte fanegas de trigo por las asistencias que provocaron muerte al paciente, fue denunciado. Esta querella ante el Tribunal del Protomedicato se basaba en que el maestro Pedro no tenía licencia de los Alcaldes Examinadores y, por tanto sus actividades eran ilegales. El Protomedicato era también el encargado de dictaminar si aquellos que padecían de lepra debían ser internados en las casas de San Lázaro. Además, el Protomedicato cumplía una labor de enorme importancia con relación a la enseñanza de las Ciencias sanitarias.
Las funciones del Tribunal eran aquellas que protegían el sistema sanitario nacional. El Real Tribunal del Protomedicato fue un anticipo de lo posteriormente ha sido el Ministerio de Sanidad, ya que sus funciones iban encaminadas a salvaguardar la salud, no solo de los súbditos de la Corona, sino a evitar la enfermedad de los súbditos del Reino Español.

## Evolución legislativa
En las principales naciones de Europa se establecieron Protomedicatos desde muy antiguo, con parecida estructura y otra denominación. Tuvieron Protomedicato varios de los reinos de España, lo tuvo Portugal, lo tuvo Nápoles (fundado por Juana II de Nápoles el 18 de agosto de 1430), etc.
El Protomedicato de Castilla, tenía a su cargo el examen de los aspirantes a ejercer el arte de curar y elevado a la categoría de Tribunal, era el jefe supremo de la policía médica. De su creación y vicisitudes darán una idea los siguientes apuntes:
- 30 de marzo de 1477. Ley de los Reyes Católicos, mandando que los Protomédicos, y Alcaldes Examinadores mayores examinen a los Físicos (médicos), Cirujanos, Ensalmadores (los que curaban las fracturas y luxaciones), Boticarios, Especieros, Herbolarios y otras personas que en todo o en parte usaren de estos oficios.
- De esta ley o capítulo y de otros que se incluyen en decretos expedidos por los mismos Reyes en 1491 y 1498, se formaron las Ordenanzas contenidas en la ley 1.a, título 16, libro iii de la Recopilación.
- 20 de agosto de 1720. Por real cédula de esta fecha comprensiva del R. D. de 6 del propio mes se resuelve que mientras el primero y segundo Protomédicos se hallen ocupados desempeñando sus funciones de médicos de cámara del Rey y de la Reina sean considerados como presentes en el Protomedicato y que fuera de los exámenes ordinarios, el tercer Protomédico no pase a votar cosa alguna sin tener primero el parecer y voto del 1.° y 2.° Protomédicos.
- 4 de febrero de 1749. Por real cédula de esta fecha, consiguiente a un R. D. de 9 de enero anterior, el Rey se declara protector del Real tribunal del Protomedicato y nombra a D. Gabriel de Olmeda y Aguilar, marqués de los Llanos, del Consejo y Cámara de S. M. para que cuide y cele el cumplimiento de las facultades, derechos preeminencias, etc., del Protomedicato.
- 20 de abril de 1799. R. D. extinguiendo el Real tribunal del Protomedicato privando de la autoridad judicial a las tres Facultades y determinando que se reuniesen en una las de Medicina y Cirugía.
- 22 de julio de 1811. Decreto de las Cortes restableciendo el Tribunal del Proto-medicato, tribunal supremo de Salud pública.
- 21 de setiembre de 1811. Decreto de las Cortes, ampliando el de 22 de julio del mismo año, y disponiendo que el Tribunal del Protomedicato conste de dos profesores de Farmacia, además de los dos de Medicina, dos de Cirugía y uno de Química, que lo componían.
- 27 de febrero de 1813. Decreto de las Cortes restableciendo el tribunal del Proto Medicato.[1]
- 11 de setiembre de 1814. R. D. suprimiendo el Proto-Medicato creado por decreto de las Córtes de 22 de julio de 1811, y restableciendo en su lugar las Reales Juntas Superiores de Medicina, Cirugía y Farmacia con las mismas facultades, prerrogativas y atribuciones que tenían a principios del año 1808.
- 22 de mayo de 1820. R. D. restableciendo el Tribunal del Protomedicato y fijando sus atribuciones, etc.

El Protomedicato hubo de desaparecer al fin, como han ido desapareciendo todos los tribunales privilegiados.